# ФК Солнок МАВ
ФК Солнок МАВ (мађ. Szolnoki MÁV FC), је мађарски фудбалски клуб из Солнока, Мађарска.

## Историја клуба
ФК Солнок МАВ је дебитовао у првој мађарској лиги у сезони 2010/11. и првенство завршио на шеснаестом месту.. Солнок је такође у сезони 1940/41. освојио Куп мађарске у фудбалу.

## Успеси клуба
- Куп Мађарске у фудбалу:
  - Победник (1) :1940/41.

### Историја имена клуба
- 1912 –  Солнок МАВ СЕ (Szolnoki MÁV SE)
- 1948 – 1949 Солнок Вашуташ СЕ (Vasutas SE)
- 1949 – 1953 Солнок Локомотива СЕ (Szolnoki Lokomotív SE)
- 1953 – 1956 Солнок Тереквеш СЕ (Szolnoki Törekvés SE)
- 1956 – 1979 Солнок МАВ СЕ (Szolnoki MÁV SE)
- 1979 - 1996 Солнок МАВ−МТЕ (Szolnoki MÁV-MTE)
- 1996 – Солнок МАВ ФК (Szolnoki MÁV FC)